# Wallsee-Sindelburg
Wallsee-Sindelburg est une commune autrichienne du district d'Amstetten en Basse-Autriche.